# كناية (فقه)
الكناية عند أهل الأصول ما يدل على المراد بغيره لا بنفسه. وأما عند البيانيين فلفظ قصد بمعناه معنى ثان ملزوم له أي لفظ استعمل في معناه الموضوع له لكن لا ليتعلّق به الإثبات والنفي ويرجع إليه الصدق والكذب، بل لينتقل منه إلى ملزومه فيكون هذا مناط الإثبات والنفي ومرجع الصدق والكذب.